# Ilha Maria Catoré

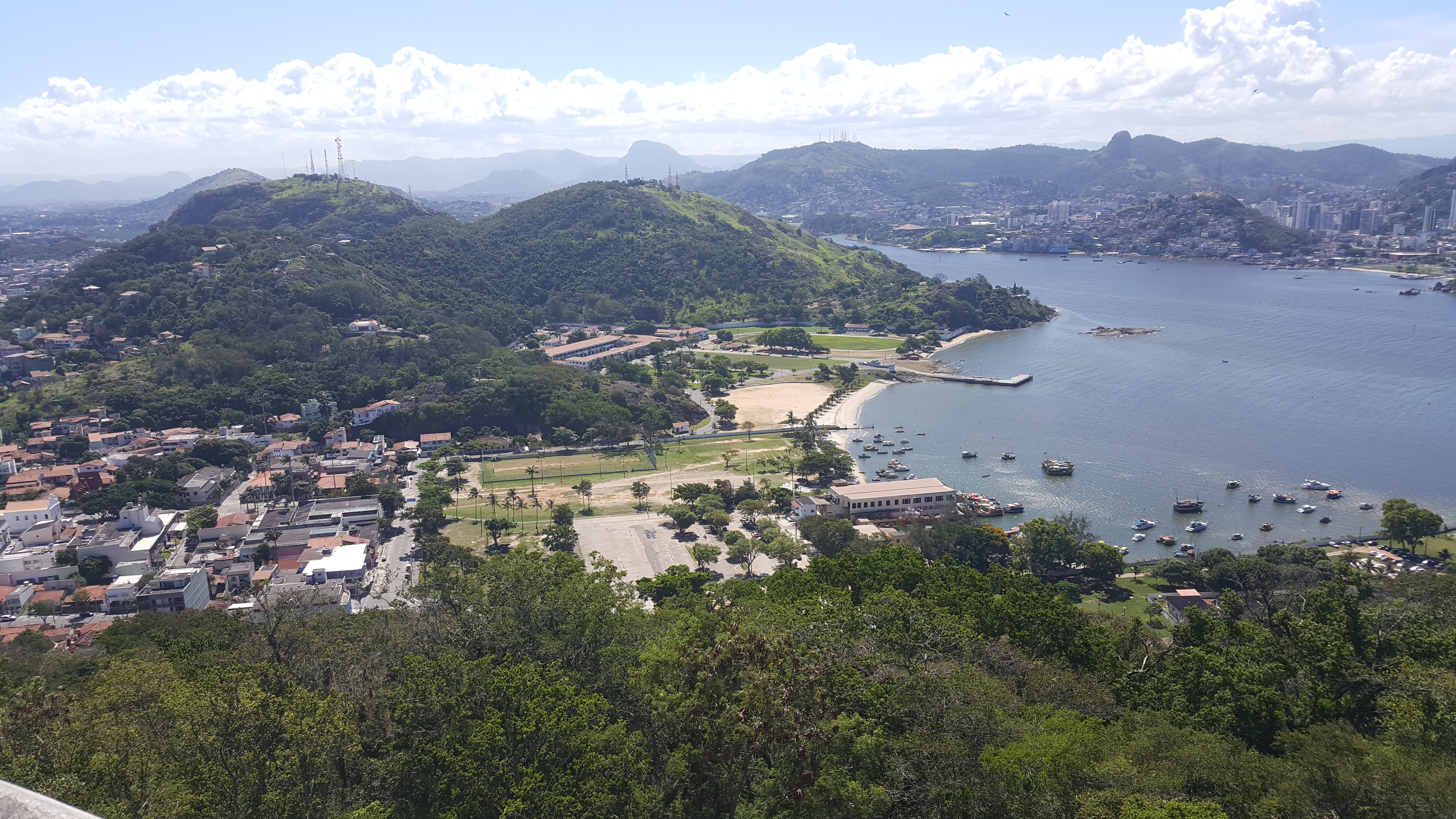
Ilha Maria Catoré, em frente à EAMES, próxima ao Morro do Inhoá em Vila Velha - ES

A Ilha Maria Catoré está localizada na entrada da baia de Vitória, capital do estado do Espirito Santo, em frente ao Morro do Inhoá. Apesar de estar próxima ao município de Vila Velha, legalmente pertence a Vitória. A origem do nome, segundo alguns historiadores, deve-se ao fato de que havia uma mulher chamada Maria Catoré, que amarrava seus barcos em argolões existentes nesta ilha, que era gêmea da Ilha da Forca, atualmente aterrada, que ficava em frente à EAMES (Escola de Aprendizes de Marinheiros).